# منور تبة (بير سليمان)
منور تبة (بالفارسية: منورتپه) هي مستوطنة تقع في إيران في قسم بیر سلیمان الريفي. يقدر عدد سكانها بـ 418 نسمة .